# Brick (New Jersey)
Brick è un comune degli Stati Uniti d'America, nella contea di Ocean, nello Stato del New Jersey.
Il comune viene a volte chiamato anche Bricktown, da non confondersi con Brick City ("Città di mattoni"), soprannome della città di Trenton.